# Partido Independiente de Color
Partido Independiente de Color (tạm dịch: Đảng Độc lập Người Da màu, viết tắt PIC) là chính đảng Cuba bao gồm hầu hết là cựu nô lệ gốc Phi. Đảng này do chính những cựu chiến binh người Cuba gốc Phi từng tham gia Chiến tranh giành độc lập Cuba lập ra vào năm 1908 cho đến khi nổi dậy thất bại phải giải thể vào năm 1912. 

## Tổng quan
Chiến tranh giành độc lập Cuba là cuộc xung đột giữa phe cách mạng Cuba và Tây Ban Nha kéo dài từ năm 1895 đến năm 1898. Hoa Kỳ đã can thiệp vào năm 1898 về phía phe cách mạng Cuba như một phần của Chiến tranh Tây Ban Nha–Mỹ. Vào cuối cuộc chiến, Cuba trở thành xứ bảo hộ của Mỹ. Trong suốt cuộc chiến, người Tây Ban Nha thường xuyên mô tả cuộc xung đột này là "chiến tranh chủng tộc" và gọi Quân đội Cách mạng Cuba là "người da đen". Phần lớn binh lính trong quân đội độc lập Cuba là người da đen và người lai, trong khi đa phần sĩ quan cấp cao trong quân đội độc lập Cuba là người da trắng. Sau chiến tranh, nước Mỹ đã ra lệnh giải tán quân đội này.
Partido Independiente de Color (PIC) được những cựu chiến binh da đen và người lai trong Chiến tranh giành độc lập Cuba thành lập vào ngày 7 tháng 8 năm 1908 nhằm phản ứng lại sự ngược đãi mà họ phải chịu đựng từ phía chính phủ. Đảng chính thức thành lập ngay sau cuộc bầu cử địa phương và thành phố ngày 1 tháng 8 năm 1908 mà không có chính khách da đen nào được bầu vào chức vụ nào cả. Do vậy, người Cuba da đen cho rằng cần phải thành lập một chính đảng bao gồm toàn bộ người Cuba da đen, vì họ bị loại khỏi danh sách ứng cử viên của các đảng khác.
Đảng này ủng hộ việc đối xử bình đẳng trước pháp luật bất kể chủng tộc. Cương lĩnh của đảng bao gồm giáo dục đại học miễn phí, nhập cư tự do bất kể chủng tộc, đảm bảo việc làm trong khu vực công và phân phối đất đai cho những cựu binh trong Chiến tranh giành độc lập. PIC là nhóm đầu tiên trong diễn ngôn chính trị Cuba đề cập đến thành phần chủng tộc của quân đội độc lập. Năm 1912, PIC quyết định lãnh đạo một cuộc nổi dậy ở tỉnh Oriente phía đông, nơi sinh sống của hầu hết người Cuba gốc Phi. Cũng có một số vụ bạo lực bùng phát ở phía tây, đặc biệt là tại tỉnh Las Villas. Ít lâu sau quân đội chính phủ Cuba nhờ sự trợ giúp của thủy quân lục chiến Mỹ đã dẹp tan lực lượng nổi dậy của PIC vào cuối tháng 6 cùng năm và đảng này buộc phải giải tán.